# Francesco Maria Bazzani
Francesco Maria Bazzani   (Parma, 1650 - Piacenza, 1700) fou un compositor italià del barroc.
Francesco fou membre de la família musical Bassani, de la qual Giovanni Battista Bassani és el que més recordem avui. Es distingirà d'un altre Francesco Maria Bassani dues generacions abans (fl. 1621), nebot del compositor viola da gamba Oratio Bassani, que conservava un quadern pedagògic Regole di contrapunto, que conté vuit peces, set de les quals probablement són de l'oncle Oratio.
Va ser mestre de capella del "Duomo di Piacenza" des de 1673.
A la mort de la seva germana i del seu marit, un músic anomenat Keller d'Alemanya, Francesco va adoptar el seu nebot Fortunato Chelleri i el va formar com a músic.

## Obres

### Òperes
- Ottone il Grande (Parma 1670) és citat com a exemple precoç d'una òpera seria on un personatge còmic menor, en aquest cas el servent Lenno, torna al final dels Fets 1 i 2 de l'òpera per permetre la interpretació d'un ballet còmic.[3][4]
- L'inganno trionfato overo La disperata speranza ravvivata ne 'successi di Giacopo Quinto di Scozia and Maddalena di France, Parma (1673) llibret: Oratio Francesco Roberti